# Sette uomini d'oro
Sette uomini d'oro è un film del 1965 diretto da Marco Vicario.

## Trama
Un'esperta banda internazionale di ladri tenta il colpo del secolo: svaligiare, ad una banca di Ginevra, sette tonnellate d'oro. Il furto sembra essere riuscito, ma, alla spartizione del bottino finale, i malviventi, dopo un susseguirsi di trappole ideate e di inganni escogitati, mandano il colpo in fumo.

## Produzione
Il cast del film, girato in Italia e in Svizzera in 35 mm, comprende star italiane dell'epoca, Rossana Podestà in primis, famosa per aver partecipato nel 1954 al film Ulisse. Gastone Moschin, invece, non era un'icona ancora emersa, sebbene avesse partecipato in precedenza al film Audace colpo dei soliti ignoti. Gabriele Tinti, al contrario, aveva già alle spalle tanti anni di recitazione, nonostante la sua età, come lo stesso Philippe Leroy.

## Distribuzione
Pubblicizzato come 7 uomini d'oro, il film è stato distribuito in Italia a partire dal 21 ottobre 1965; nel 1966 è stato distribuito in Francia a partire dal 18 marzo; in Giappone dal 19 marzo; in Germania Ovest da 9 aprile; in Belgio dal 23 settembre; in Portogallo dal 7 ottobre. Nel 1967 è stato distribuito in Jugoslavia; Messico dal 26 gennaio; Finlandia dal 27 gennaio; Danimarca dal 27 febbraio. Nel 1968 è stato distribuito in Germania Est dal 5 gennaio; in Irlanda dal 26 luglio. Nel 1969 è stato distribuito infine negli Stati Uniti dal 23 aprile e in Ungheria dall'11 settembre.
Il film è conosciuto anche con i titoli: 7 mannen in goud (Belgio); 7 Homens de Ouro e Sete Homens de Ouro (Brasile e Portogallo); Die sieben goldenen Männer (Germania Est); Syv gyldne mænd (Danimarca); Siete hombres de oro (Spagna e Messico); 7 Hommes en or e Un voyou en or massif (Francia); Epta hrysoi anthropoi (Grecia); A hét aranyember (Ungheria); Siedmiu w blasku zlota e Wyprawa siedmiu po zloto (Polonia); Sedem zlatih moz (Slovenia); 7 altin adam (Turchia); Seven Golden Men (Stati Uniti); 7 goldene Männer (Germania Ovest).
All'uscita delle sale cinematografiche italiane ottenne il bando censura "per tutti".

## Accoglienza

### Critica
Il film, secondo il dizionario Il Morandini, "è il più scattante, divertente film italiano del decennio 1960-69'".
Giudizio positivo lo si constata anche nel commento del sito Film tv, il quale assegna al film tre stelle, sottolineando che fu "l'unico giallorosa italiano riuscito, che non ha nulla da invidiare agli americani".
Sempre ottima critica ricevette dal dizionario Il Farinotti e da altre fonti di internet.

### Incassi
Per quanto riguarda il pubblico, fu un successo commerciale. L'Internet Movie Database ha calcolato che soltanto in Spagna incassò 21.484.623 Pesetas, considerando tuttavia che il film costò 44 milioni di Lire.
Secondo il saggio di Mirra e Giuliani le avventure di Lupin III e la sua banda sono state ispirate da questo film.

## Colonna sonora
La colonna sonora firmata da Armando Trovajoli, è stata pubblicata in LP dalla CAM nel 1966 con numero di catalogo CDR. 33-1. È stata distribuita in vari paesi del mondo e ristampata in vinile nel 1980, in economica, per la serie Orizzonte della Dischi Ricordi. In CD è stata ristampata della CAM nel 1992 e nel 1997.

### Tracce
Lato A
1. Seven Golden Men – 3:25
2. Ping Pong – 1:35
3. Please Nice – 0:55
4. Rossana – 1:45
5. Thunder Bolt – 3:00
6. Rossana – 2:10
7. Seven Golden Men – 2:00

Durata totale: 14:50
Lato B
1. Rossana – 3:15
2. Walk On Home – 2:05
3. Walk On Home – 2:10
4. Rocking Horse – 2:05
5. Seven Golden Men – 1:15
6. Brick Top – 1:35
7. Brick Top – 1:50
8. Seven Golden Men – 1:05

Durata totale: 15:20

## Riconoscimenti
- 1966 – Nastro d'argento
  - Nastro d'argento alla migliore colonna sonora a Armando Trovajoli
  - Nastro d'argento al miglior produttore a Marco Vicario

## Opere derivate
Il film ha goduto di un seguito intitolato Il grande colpo dei 7 uomini d'oro, diretto dallo stesso Mario Vicario nel 1966. Nello stesso anno è uscito Come svaligiammo la Banca d'Italia, la parodia con Franco e Ciccio (soprannominati in locandina "i due uomini d'oro"). Nel 1968 viene poi distribuito il film Sette volte sette, sempre prodotto da Marco Vicario, ma diretto da Michele Lupo, che è basato sul medesimo concept di un gruppo di 7 uomini che tentano un grosso colpo attraverso un complesso stratagemma, ma non è un vero e proprio seguito e presenta un cast e dei personaggi differenti. A Sette uomini d'oro si rifà inoltre il titolo del fantascientifico Sette uomini d'oro nello spazio diretto da Alfonso Brescia e distribuito nel 1979.